# John Piles Creek
John Piles Creek är ett vattendrag i Belize.   Det ligger i distriktet Corozal, i den norra delen av landet, 120 km norr om huvudstaden Belmopan. John Piles Creek ligger vid sjön Laguna Seca.
I omgivningarna runt John Piles Creek växer i huvudsak städsegrön lövskog. Runt John Piles Creek är det glesbefolkat, med 18 invånare per kvadratkilometer.